# Крит (тема)
Крит (грчки: Κρήτη) је под влашћу Византијског царства био у два периода. Први период трајао је од позног римског периода (3. век) до освајања Крита од стране шпанских муслимана крајем 820-тих година. Други период трајао је од реокупације 961. године до завршетка Четвртог крсташког рата 1205. године.

## Историја

### До 820-тих година
Крит је под римском влашћу, заједно са Киренаиком, чинио провинцију Крит и Киренаику. Под Диоклецијановом владавином (284-305), од Крита је формирана посебна провинција док је цар Константин Велики (306-337) подредио Крит Дијецези Мезији (касније Дијецези Македонији) у оквиру Илирске префектуре.. Крит се у неколико извора помиње у периоду од 4. века до муслиманског освајања 820-тих година. Острво је било на периферији Византијског царства те је било прилично неразвијено. Епископи Крита нису учествовали на Првом васељенском сабору из 325. године за разлику од епископа суседних острва као што су Родос и Кос. Са изузетком напада од стране Вандала 457. године и разорних земљотреса (365, 415, 448 и 531), Крит је углавном био миран и просперитетан о чему сведоче велики и добро очувани споменици из овог периода. Хијероклеов Синекдемус из 6. века бележи да је Критом управљао конзуларис чије је седиште било у Гортну. На Криту је било чак 22 града, а број становништва процењује се на око 250.000. Становништво је готово у потпуности било хришћанско, осим неких заједница Јевреја које су живеле у урбаним центрима
Крит је у 7. веку претрпео први словенски напад (623). Између 654. и 670-тих година долази до низа муслиманских похода на Крит.. Они су постали нарочито учестали током владавине калифа Валида I (705-715). Након тога је острво остало углавном поштеђено напада. Било је под управом архонта (кнеза) који је биран у Цариграду. Око 732. године цар Лав III Исавријанац је Крит потчинио цариградској патријаршији. До тада је Крит био под црквеном управом римског папе. Функција стратега Крита помиње се 767. године, а познат је и печат турмарха са Крита. Због тога се може претпоставити да је на Криту била формирана тема у 8. веку, можда већ 730-тих година. Већина научника, међутим, сумња да је Крит био тема у то време

### Емират Крит
Византијска власт над Критом прекинута је крајем 820-тих година када је велика група муслиманских освајача из Шпаније пристигла на острво и започела са његовим освајањем. Византијско царство послало је флоту да отера муслимане. Изгледа да је именован стратег који је управљао деловима острва који су још увек били под византијском контролом. Међутим, сви походи на Крит окончани су неуспехом, а Сарацени формирају своје упориште, Кандакс, на северој обали острва. Кандакс је постао престоница Критског емирата. Пад Крита под власт муслимана представљао је велики проблем за Византију јер су муслимани тиме стекли отворен пут за нападе на острва у Егејском мору.
Велика византијска кампања 842/3. године под Теоктистом довела је до извесног напретка о чему сведочи функција стратега Крита у Тактикону Успенског. Међутим, Теоктист је приморан да напусти кампању и да се врати у Цариград, а војска коју је за собом оставио поражена је од муслимана. Даљи византијски покушаји освајања Крита 911. и 949. године нису довели до резултата.

### Реокупација
Војсковођа Нићифор Фока се 960-961. године на челу огромне војске искрцао на Крит и освојио Кандакс. Након освајања Крит је организован као тема са стратегом чије је седиште било у Кандаксу. Велики напори извршени су од стране преподобног Никона Покајанија да исламизоване Крићане преобрати у хришћанску веру.
Под владавином Алексија I Комнина (1081-1118) острвом је управљао дукс или катепан. До почетка 12. века Крит је, заједно са византијским територијама у јужној Грчкој (теме Хелада и Пелопонез), под контролом мега дукса, команданта византијске флоте.. Сем побуне Карикеса, критског гувернера, 1092/3. године, острво је остало релативно мирно. Византијска власт била је стабилна до Четвртог крсташког рата. Крит је као пронија дат Бонифацију од Монферата од стране цара Алексија IV Анђела. Бонифације је своја права на Крит продао Млетачкој републици. Међутим, млетачки супарници, Ђеновљани, претили су да заузму Крит. Због тога је млетачка власт 1212. године на Криту осигурана успостављањем венецијанске колоније Крит је у наредном периоду познат под називом Краљевина Кандија. У Кандијском рату Османлије заузимају Крит 1669. године.